# Historia de emisiones de Jeopardy!
El concurso de televisión estadounidense Jeopardy! ha experimentado una vida larga en varias encarnaciones durante el transcurso de un período que excede cuatro décadas. Creado por Merv Griffin en 1964, el programa ha pasado más de 11 años como un programa diurno de la National Broadcasting Company (NBC), y más de 28 años como un programa sindicalizado diario. También ha tenido varios spin-offs.

## Personal
Art Fleming presentó ambas de las versiones de la NBC así como la versión sindicalizada de la temporada 1974-1975, y estuvo acompañado por Don Pardo como su locutor. Cuando NBC estrenó una reposición en 1978, John Harlan asumió las tareas de locución, porque esa versión fue grabada en Burbank, California, en contraposición a la ciudad de Nueva York, donde Pardo residió.
Desde 1984, Alex Trebek y Johnny Gilbert han servido como presentador y locutor, respectivamente, para la versión actual sindicalizada del programa.

## NBC, 1964-1975
Jeopardy! se estrenó el 30 de marzo de 1964 a las 11:30, hora del Este (10:30 para la hora Central), originando desde la sede de la NBC en el Rockefeller Center en Nueva York. NBC trasladó el programa a las 12:00 para la hora del Este (11:30 para la hora Central) después de 18 meses,[cita requerida] para que pudiera ser accesible a hombres de negocios volviendo a casa para su hora del almuerzo o bien viéndolo en restaurantes o bares, y estudiantes universitarios saliendo de sus clases para el día. Estas dos circunscripciones, quienes no ordinariamente no tuvieron el tiempo o interés para ver otros programas diurnos, convirtieron el juego en un gran éxito, impulsando sus calificaciones a la segunda posición de todos los concursos diurnos a finales de la década por detrás de su lead-in, The Hollywood Squares.
Sin embargo, en 1973, Lin Bolen, en esa era la vicepresidenta de Programación Diurna de la NBC, comenzó a eliminar los concursos de la cadena en un intento agresivo para reforzar las calificaciones entre mujeres entre 19 y 34 años de edad. Aunque Jeopardy! continuó producir calificaciones altas en la franja horaria de las 12:00, Bolen trasladó el programa a las 10:30 (9:30 para la hora Central) el 7 de enero de 1974 (reemplazando el concurso Baffle presentado por Dick Enberg), y colocó en la franja anterior de Jeopardy! un concurso estiloso de acertijos llamado Jackpot!, presentado por Geoff Edwards. CBS reubicó Gambit a las 10:30 en el 1 de abril, y los dos programas dividieron la audiencia igualmente durante el resto de la primavera.[cita requerida]
El 28 de junio del mismo año, NBC trasladó la franja horaria de Jeopardy! una vez más, esta vez a las 13:30 (12:30 para la hora Central), reemplazando Three on a Match y competiendo contra Let's Make a Deal de American Broadcasting Company (ABC). Una notificación de cancelación fue emitida en noviembre de 1974, y el programa fue terminado el 3 de enero de 1975. Unos afiliados, tales como KNBC en Los Ángeles, emitieron reposiciones en varias otras franjas horarias durante el primer trimestre de ese año. Para compensar Merv Griffin para cancelar el programa, que todavía tuvo un año más en su contrato, NBC compró Wheel of Fortune, otra creación de Griffin, que se estrenó el 6 de enero de 1975 a las 10:30 (9:30 para la hora Central).

## Sindicación, 1974-1975
Griffin seguró los derechos desde NBC para producir episodios nuevos para redifusión de la primera vuelta, con Metromedia como su distribuidor. Estos episodios comenzó a emitirse semanalmente en septiembre de 1974, y contó con muchos concursantes quienes eran campeones anteriores de la versión en NBC. Treinta y nueve episodios fueron producidos, con reposiciones de esta versión también siendo emitidos en la redifusión durante el verano de 1975.
Exclusivo de esta versión fue una ronda bono jugada después de la ronda Final Jeopardy!. El campeón del episodio eligió un premio oculto detrás de las treinta plazas en el tablero del juego.

## NBC, 1978-1979
Después de que dos episodios pilotos fueron grabados para una reposición de la serie diurna (el primero para CBS en 1977), NBC reintrodujo Jeopardy! el 2 de octubre de 1978, con el título The All-New Jeopardy! Reemplazando For Richer, For Poorer (originalmente titulado Lovers and Friends), el programa fue colocado contra el primera mitad de The Price is Right en CBS, que había sido un éxito sólido por años en ese momento. NBC trasladó el programa al mediodía en el 5 de enero, causando que el programa enfrentó a The $20,000 Pyramid en la ABC, The Young and the Restless en la CBS, y noticias locales en muchas estaciones de la NBC; las audiencias de The All-New Jeopardy! disminuyeron y el programa se canceló el 2 de marzo de 1979, dejando que el espacio de tiempo que el programa había ocupado era dado a Another World, para permitir que el programa expandió de 60 a 90 minutos.
Esta versión fue producida en los estudios de NBC en Burbank, California, y contó con elementos adicionales exclusivos a esta versión, en los que los concursantes con las puntuaciones más bajas se eliminaron al final de tanto la "Jeopardy Round" como la "Double Jeopardy Round". En vez de jugar "Final Jeopardy!" solitariamente, el campeón jugó un juego bono titulado "Super Jeopardy!" (que no debe confundirse con el torneo del mismo nombre que se emitió por la ABC en el verano de 1990) y se enfrentó a un tablero de juego que consistió en cinco categorías, cada una con cinco pistas. El campeón seleccionó preguntas y trató de proporcionar respuestas correctas creando una fila (vertical, horizontal o diagonal) en el tablero. La falta de responder correctamente o la provisión de una respuesta incorrecta ganó una huelga, y tres huelgas terminó la ronda. Si el concursante tuvo éxito en su primer día, recibió $5.000. Cada visita subsiguiente a la "Super Jeopardy Round" valió un adicional de $2.500 añadido al bote del previo día. Los concursantes recibieron $100 para cada respuesta correcta si poncharon.

## Sindicación, 1984-presente
En 1983, Griffin vendió una versión sindicalizada de Wheel of Fortune a King World Productions. Tras su éxito, vendió una versión sindicalizada de Jeopardy!, presentada por Alex Trebek, a la misma empresa. La versión de Trebek se estrenó el 10 de septiembre de 1984. La versión nueva contó con tecnología que era nueva para el tiempo, reemplazando el tablero anterior con pistas impresas en tarjetas con un nuevo tablero, con pistas mostrados en monitores de televisión.
Inicialmente relegado a franjas impopulares en la mañana, tarde, y noche tarde por gerentes de algunas estaciones de televisión, el nuevo programa obtuvo éxito temprano en sus calificaciones en los mercados de Cleveland, Ohio y Detroit, Míchigan, en donde había sido posicionado en la misma franja horaria en la cual Wheel of Fortune también apareció (19:00 a 20:00), y ahora desarrolló un partidario fuerte entre sus espectadores. Coincidiendo con el pico de popularidad para Trivial Pursuit y la instalación de juegos de trivia electrónicos en pubs y bares, Jeopardy! estaba lentamente empezando a convertirse en un éxito, a pesar de que unos mercados estaban todavía emitiendo el programa en franjas horarias desfavorables. Unos de estos mercados fue el mercado de medios en Nueva York, donde WNBC estaba emitiendo Jeopardy! en la franja horaria nocturna después de Late Night con David Letterman. Aunque la serie estaba ganando popularidad, las franjas de "Prime Access" en WNBC estaban llenos de NBC Nightly News y la versión sindicalizada de Family Feud, que estaba siendo emitido en todas las estaciones poseídas y operadas por la cadena; por lo tanto, WNBC no estaba capaz de encontrar una mejor franja horaria para la serie, y King World trasladó Jeopardy! a su afiliado actual en Nueva York, WABC-TV. WABC originalmente emitió el programa a mediados de las tardes, y se convirtió en un éxito. Sin embargo, Jeopardy! fue pronto desplezado a una franja horaria a mediados de las mañanas en 1986 como parte de un cambio de franjas horarias con The Oprah Winfrey Show, y a partir del otoño de 1987, debería ser desplezado nuevamente para dejar paso a un nuevo programa de entrevistas presentado por Sally Jessy Raphael. La decisión hecha por la estación tendría un efecto de gran alcance en la programación de área metropolitana de Nueva York (y de otros mercados también).
En esa era, las estaciones WNBC, WABC, y WCBS en Nueva York estaban emitiendo dos horas de noticias locales entre las 17:00 y las 19:00, seguido por las noticias de sus respectivas cadenas desde las 19:00 hasta las 19:30. WABC cortó su noticia de las 18:00 a 30 minutos, trasladó ABC's World News Tonight a las 18:30, y colocó Jeopardy! en la franja horaria de las 19:00, seguido por The Hollywood Squares. El traslado produjo un éxito para las calificaciones de tanto World News Tonight como Jeopardy!, y los afiliados de CBS y NBC eventualmente capitularon, trasladando sus noticias nacionales a la franja horaria de las 18:30 también. WABC ha emitido Jeopardy! a las 19:00 desde entonces. Se ha emparejado con Wheel of Fortune desde la temporada de 1989-1990, cuando Wheel se trasladó desde WCBS en un cambio con Entertainment Tonight. El éxito de WABC llevó que muchos de los otros mercados de la Zona Horaria Oriental emitieron sus noticias nacionales a las 18:30 en vez de a las 19:00.
Trebek produjo el programa por sí mismo desde 1984 hasta 1987, antes de entregar su posición como productor a George Vosburgh (quien había previamente producido The All-New Jeopardy! en la temporada 1978-1979), mientras Trebek simultáneamente presentó Classic Concentration en la NBC durante los próximos pocos años. Vosburgh fue posteriormente logrado por varios otros; desde 1999, Harry Friedman ha servido como el productor ejecutivo del programa, después de previamente servir como un productor desde 1997 hasta 1999. Merv Griffin, el creador del programa, también sirvió como el productor ejecutivo desde 1984 hasta 2000. Dick Schneider, quien había dirigido episodios de la versión anterior, también dirigió episodios tempranos de la versión sindicalizada actual; estas deberes son ahora manejados por Kevin McCarthy, quien era el director asociado desde 1984 hasta 1992.
El programa fue el sujeto de interés grande y calificaciones aumentadas (frecuentemente derrotando Wheel) en el segundo mitad de 2004, cuando el concursante Ken Jennings, tomando la ventaja de relajaciones nuevas en las reglas de apariciones, permaneció en el programa como un campeón por 74 episodios, ganando más de 2.5 millones de dólares estadounidenses y batiendo casi cada récord en la historia de concursos televisivos.
La versión sindicalizada de Jeopardy! ha ganada 12 Premios Daytime Emmy por Mejor Programa de Concursos/Participación de Audiencia, logrando este honor más recientemente en 2011, y posee el récord como el programa más honrado en esta categoría.
El 11 de septiembre de 2006, al inicio de la temporada 23, Jeopardy! evolucionó sus emisiones a televisión de alta definición. King World y Sony indicaron que, a partir del 10 de agosto de 2006, sólo 49 de las 210 estaciones que emiten el programa en la sindicación estaban preparadas para la transición. Sony utiliza el formato de HD 1080i para grabar el programa, pero porque Jeopardy! es sindicalizado, estaciones utilizando el formato 720p estaban obligados a manualmente transcodificar el programa desde un feed de satélite antes de emitirlo. Esta cuestión fue remediada con la introducción del sistema de satélite Pathfire para distribución de contenido sindicalizado en alta definición.
El 2 de enero de 2007, un tercio de las estaciones con suscripciones para Jeopardy! originalmente renovaron sus contratos hasta la Temporada 28 (2011-2012), pero el 8 de abril de 2010, Jeopardy! fue renovado por un período adicional de dos años, hasta la Temporada 30 (2013-2014).

## Otras versiones

### Super Jeopardy!(ABC, 1990)
Super Jeopardy! fue un torneo invitacional especial de 13 semanas que se emitió por la ABC semanalmente, en las noches de sábados en el verano de 1990. El torneo especial contó con 36 campeones notables de la era de Trebek, además de un campeón notable de la era de Fleming, competiendo para un premio mayor de $250.000. El primer subcampeón recibió $50.000, mientras el segundo subcampeón recibió $25.000.

### Jep!(GSN, 1998-1999)
Jep! fue una versión de Jeopardy! para niños, presentado por Bob Bergen, el actor de voz para el personaje animado Porky Pig de Warner Bros. Esta versión, emitida por GSN cuando estaba utilizando su nombre lleno ("Game Show Network"), contó con varias modificaciones al formato básico.

### Rock and Roll Jeopardy!(VH1, 1998-2001)
Rock and Roll Jeopardy! fue una versión de Jeopardy! para los abastecedores de trivias de música, emitido por VH1 desde 1998 hasta 2001. Presentado por Jeff Probst, esta versión destacó trivias sobre música popular grabada después de los años 1950, y contó con reglas largamente idénticas al programa matriz.